# Filippo Castoldi
Filippo Castoldi (Venaria Reale, 1896 – ...) è stato un calciatore italiano, di ruolo terzino.

## Carriera
Socio-calciatore della Juventus, Castoldi fece il suo esordio in bianconero contro il Verona il 10 maggio 1914 in una vittoria per 4-1, mentre la sua ultima partita fu contro lo Spezia il 30 ottobre 1921 in un pareggio per 2-2. Nella esperienza agonistica in bianconero collezionò 7 presenze.

## Statistiche

### Presenze e reti nei club
| Stagione        | Club            | Campionato      | Campionato | Campionato |
| Stagione        | Club            | Comp            | Pres       | Reti       |
| --------------- | --------------- | --------------- | ---------- | ---------- |
| 1913-1914       | Juventus        | Prima Categoria | 3          | 0          |
| 1914-1915       | Juventus        | Prima Categoria | 3          | 0          |
| 1921-1922       | Juventus        | Prima Categoria | 1          | 0          |
| Totale Juventus | Totale Juventus |                 | 7          | 0          |
| Totale carriera | Totale carriera |                 | 7          | 0          |